# Púpos galambgomba
A púpos galambgomba (Russula caerulea) az Agaricomycetes osztályának galambgomba-alkatúak (Russulales) rendjébe, ezen belül a galambgombafélék (Russulaceae) családjába tartozó, Eurázsiában elterjedt, fenyvesekben élő, ehető gombafaj.

## Megjelenése
A púpos galambgomba kalapja 3-8 cm széles, alakja domború, közepén jellegzetes kis púppal. Felülete fényes, széle idősen bordás. Színe bíborvörös, bíborbarnás, barnásibolyás, borvörös, közepe gyakran feketésbíbor. A kalapbőr egyharmadig-kétharmadig húzható le.
Húsa fehéres, a tönkben idővel kissé szürkülhet. Szaga nem jellegzetes vagy kissé gyümölcsös, a hús és a lemezek íze enyhe, a kalap bőre keserű. 
Sűrű lemezei éppen csak a tönkhöz nőttek, majdnem szabadok. Színük fiatalon halványsárgás, később okkeres.
Tönkje 3,5-6 cm magas és 0,7-1,4 cm vastag. Alakja kissé bunkós. Idősen üregesedik. Színe fehér.
Spórapora sötétsárgás, okkerszínű. Spórája elliptikus, felülete tüskés, kissé hálózatos, mérete 8-10 x 6,5-8 µm.

### Hasonló fajok
Púpja és keserű kalapbőre alapján jól megkülönböztethető a többi galambgombától. 

## Elterjedése és termőhelye
Eurázsiában és Észak-Amerikában honos. Magyarországon helyenként nem ritka. 
Savanyú talajú fenyvesekben él, mindig kéttűs fenyő alatt. Júliustól októberig terem. 
Ehető, de kalapbőrét el kell távolítani.

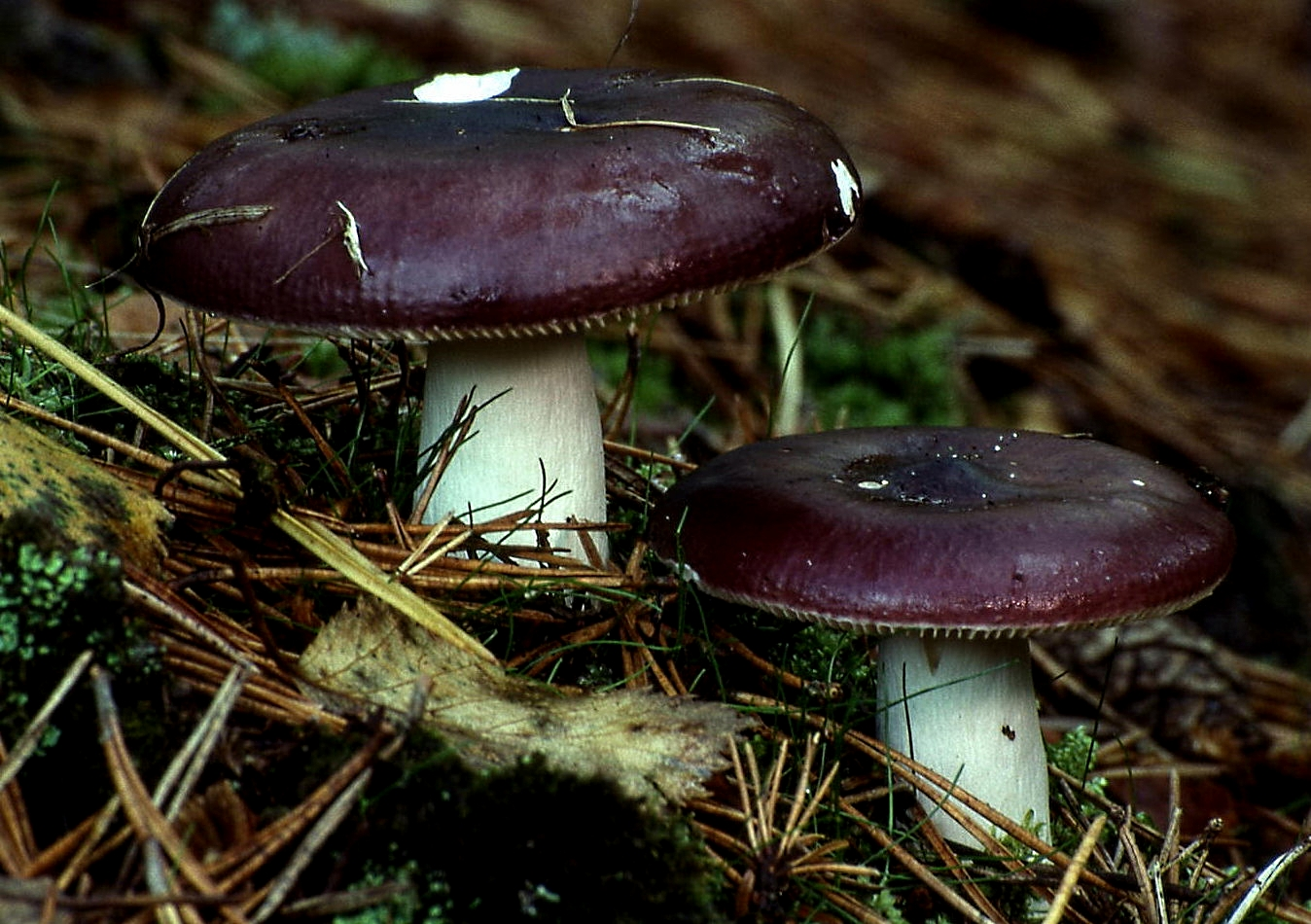
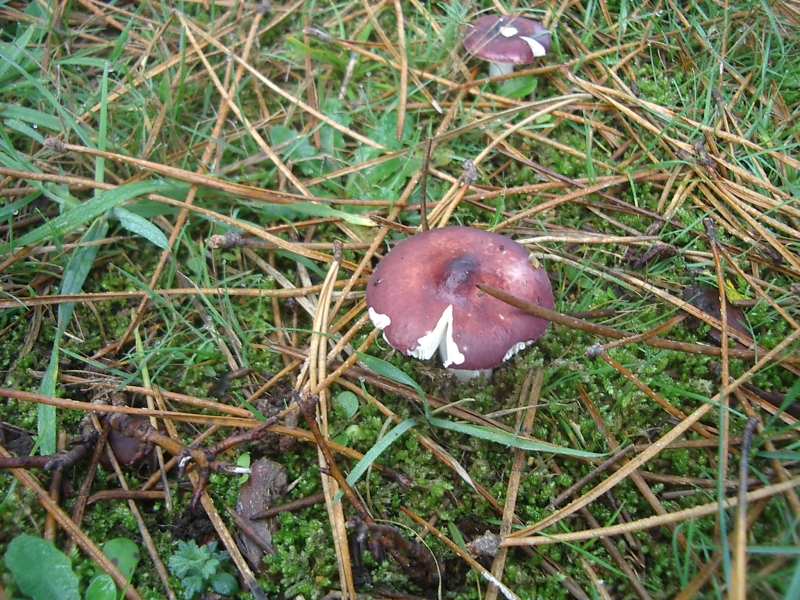
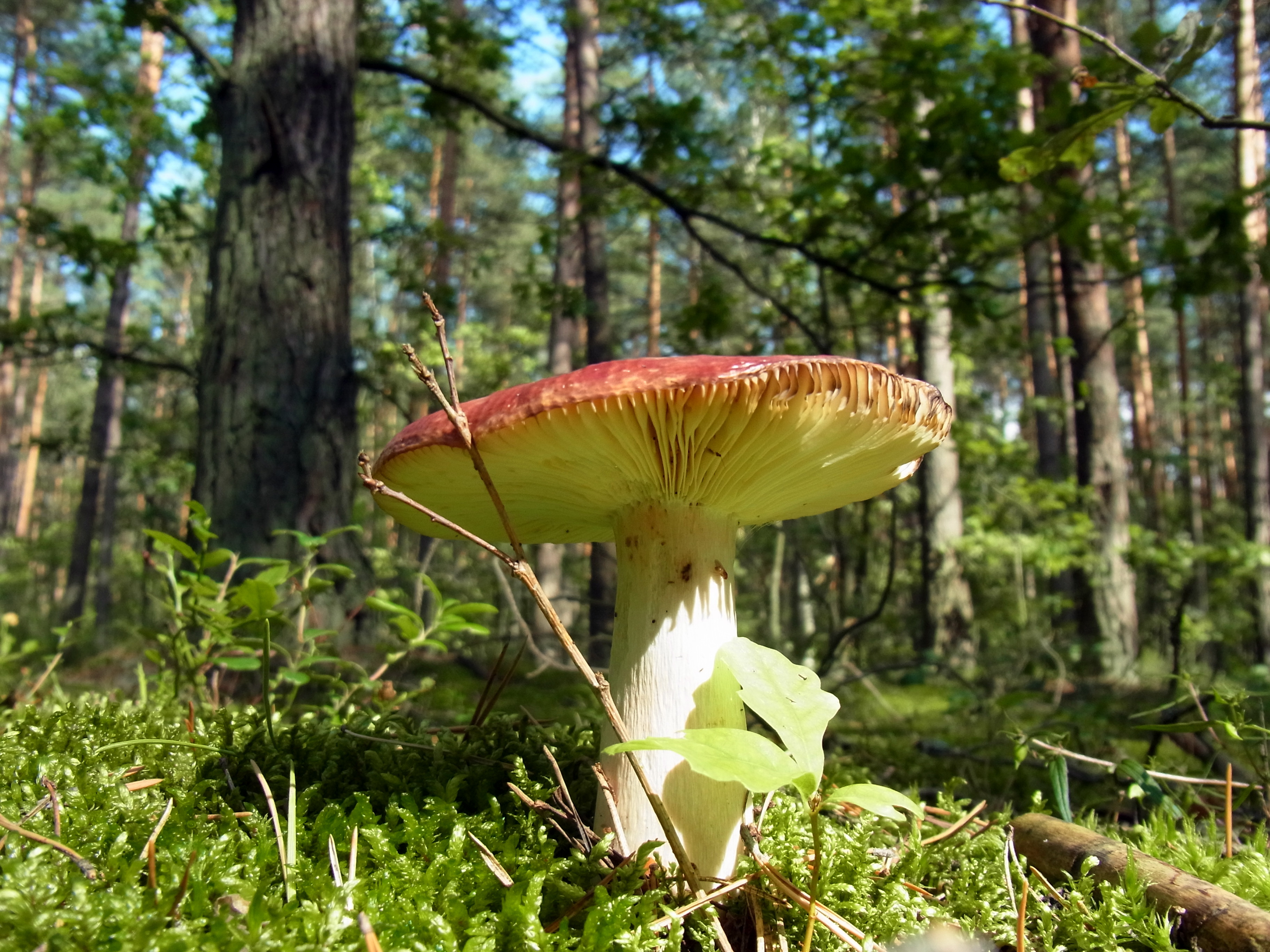
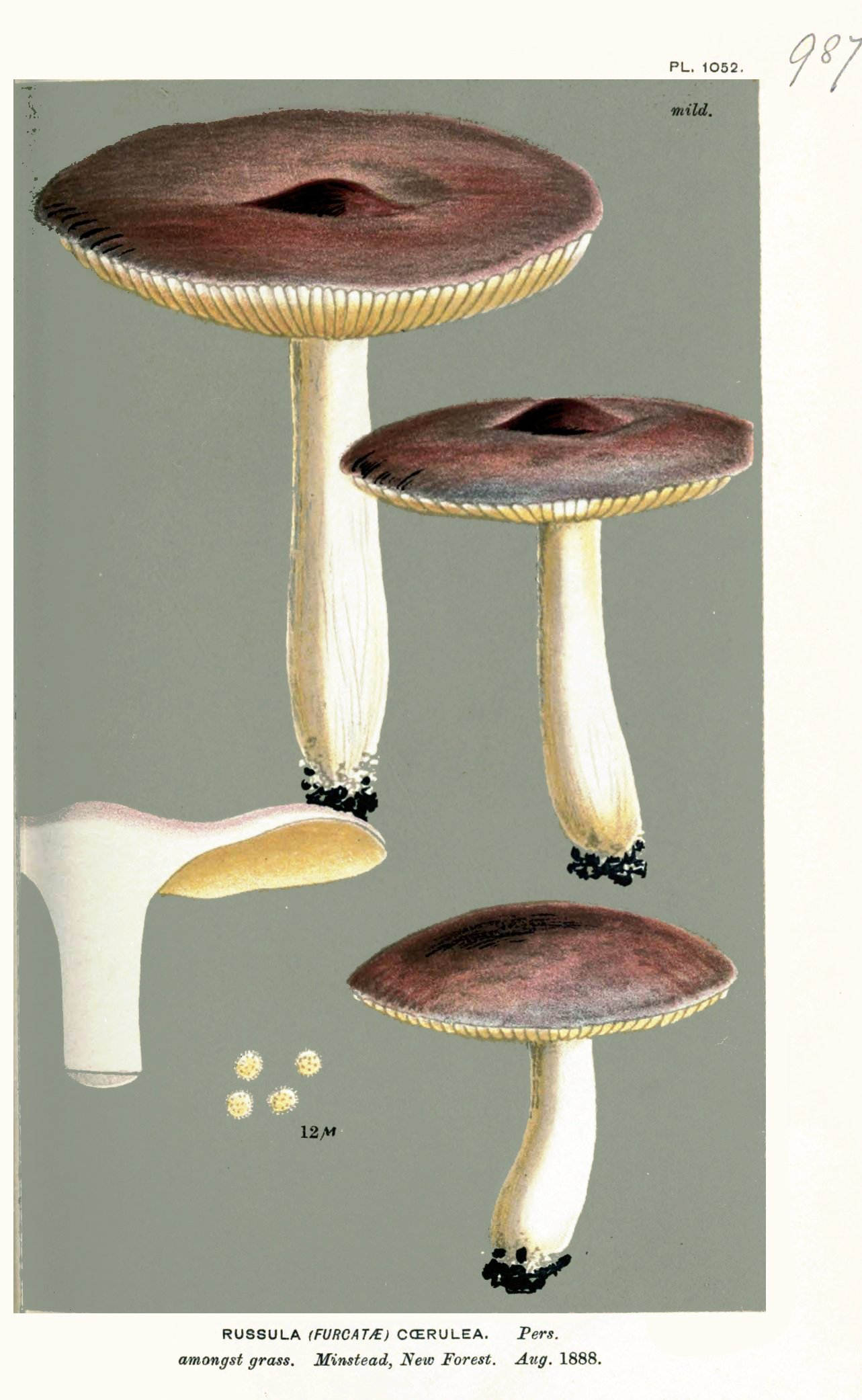